# Chonocephalus leei
Chonocephalus leei är en tvåvingeart som beskrevs av Ronald Henry Lambert Disney 2008. Chonocephalus leei ingår i släktet Chonocephalus och familjen puckelflugor.
Artens utbredningsområde är Colombia. Inga underarter finns listade i Catalogue of Life.